# Hlybokaïe
Hlybokaïe (en biélorusse : Глыбокае ; en alphabet łacinka : Hłybokaje) ou Gloubokoïe (en russe : Глубокое ; en polonais : Głębokie) est une ville de la voblast de Vitebsk, en Biélorussie, et le centre administratif du raïon de Hlybokaïe. Sa population s'élevait à 19 038 habitants en 2017.

## Géographie
Hlybokaïe se trouve à 81 km au sud-ouest Polatsk, à 136 km au nord de Minsk et à 159 km à l'ouest de Vitebsk.

## Histoire
Hlybokaïe est mentionnée en 1414 pour la première fois : c'est une place commerciale du grand-duché de Lituanie, favorisée par sa position géographique sur la vieille route de Smolensk et son pont sur la rivière Beriozovka, qui partageait la ville en deux. Une partie se trouvait dans la voïvodie de Vilna tandis que l'autre dépendait de la voïvodie de Polotsk. L'économie de Hlybokaïe reposait sur le commerce, avec des relations bien établies avec Riga, Koenigsberg, Vilnius et Varsovie. Aux XVIe et XVIIe siècles, il y avait un château, qui fut détruit pendant la grande guerre du Nord (1700-1721). Hlybokaïe et sa région devinrent russes à la suite de la deuxième partition de la Pologne, en 1793. La localité fut alors rattachée au gouvernement de Vilna. Elle comptait une communauté juive de 755 personnes en 1766, qui atteignit 3 917 personnes en 1897, soit 70 pour cent de la population totale.
À la fin de la Première Guerre mondiale, Hlybokaïe fut occupée par l'armée allemande de février à décembre 1918, puis d'août 1919 à octobre 1920 par l'armée polonaise. Des combats eurent lieu près de la ville entre l'Armée rouge et l'armée polonaise le 5 juillet 1920. Hlybokaïe redevint polonaise après la signature du traité de Riga (1921) et fut rattachée à la voïvodie de Vilna. En septembre 1939, elle fut occupée par l'Armée rouge puis annexée à l'Union soviétique. Le 15 janvier 1940, Hlybokaïe accéda au statut de ville et devint le centre administratif d'un raïon de la république socialiste soviétique de Biélorussie.
Pendant la Seconde Guerre mondiale, elle fut occupée par l'Allemagne nazie du 2 juillet 1941 au 3 juillet 1944. Outre le siège régional de l'administration allemande du Reichskommissariat Ostland, on y trouvait une importante garnison, des entrepôts militaires et un camp de prisonniers où périrent plus de 37 000 militaires soviétiques. Dans les premiers jours de novembre 1941 le ghetto de Hlybokaïe fut mis en place. Les Allemands obligèrent 6 000 Juifs à s'y entasser. Le 25 mars 1942, un premier groupe de 105 Juifs fut exécuté. Le 19 juin 1942, environ 2 000 Juifs considérés comme impropres au travail furent assassinés dans la forêt de Borek. Alors que l'activité des partisans prenait de l'ampleur dans les environs de la ville, les Allemands décidèrent la « liquidation » du ghetto de Hlybokaïe, un des derniers ghettos de Biélorussie encore en place (19 et 20 août 1943). Mais comme ils se heurtaient à une résistance armée, ils incendièrent le ghetto, laissant 3 800 morts. Un certain nombre de Juifs parvinrent néanmoins à rejoindre les unités de partisans qui opéraient dans les forêts de la région.

## Population
Recensements (*) ou estimations de la population  :
| 1861  | 1879  | 1897* | 1917 | 1939* | 1959* |
| ----- | ----- | ----- | ---- | ----- | ----- |
| 2 161 | 4 084 | 5 564 | 589  | 9 700 | 7 359 |

| 1970*  | 1979*  | 1989*  | 1999*  | 2009*  | 2012   |
| ------ | ------ | ------ | ------ | ------ | ------ |
| 11 928 | 15 387 | 17 019 | 19 500 | 18 082 | 18 481 |

| 2013   | 2014   | 2015   | 2016   | 2017   | - |
| ------ | ------ | ------ | ------ | ------ | - |
| 18 534 | 18 709 | 18 856 | 18 921 | 19 038 | - |

## Personnalité
- Pavel Soukhoï (1895-1975), ingénieur aéronautique soviétique.

## Jumelage
La ville est jumelée à :
- Viļāni (Lettonie)